# Almoloya del Río (kommun)
Almoloya del Río är en kommun i Mexiko. Den ligger i delstaten Mexiko, strax sydost om Toluca de Lerdo och cirka 50 km sydväst om huvudstaden Mexico City. Den administrativa huvudorten i kommunen Almoloya del Río är Almoloya del Río. 
Almaloya del Río hade sammanlagt 10 886 invånare vid folkräkningen 2010 och kommunens area är 16,53 kvadratkilometer, vilket gör den till en av de minsta kommunenerna i delstaten, både sett till yta och folkmängd. Kommunen ingår i Region Toluca.
Skalbaggen Phanaeus quadridens har påträffats i Almaloya del Río.

## Galleri

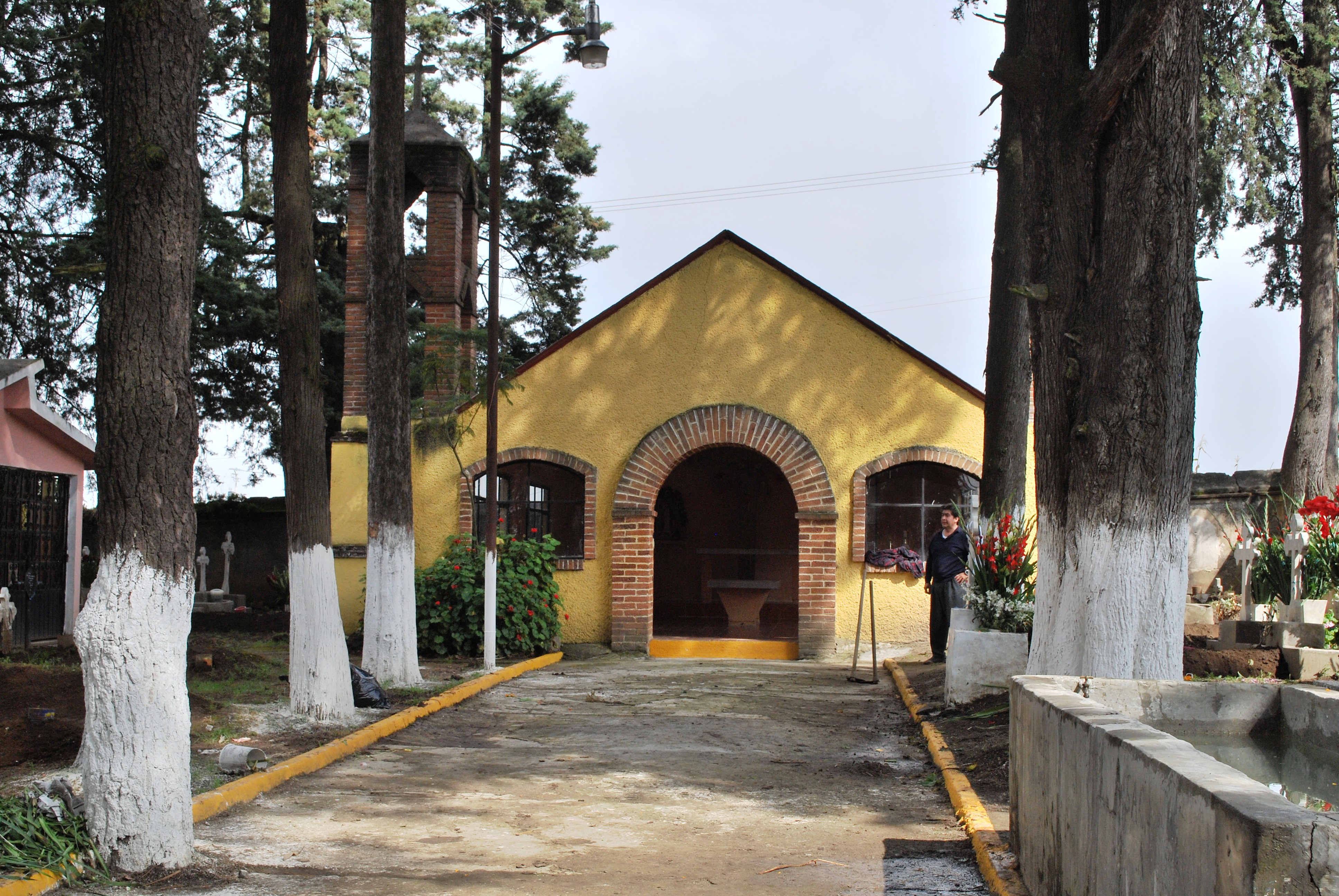
Kapell vid kyrkogård i kommunhuvudorten.
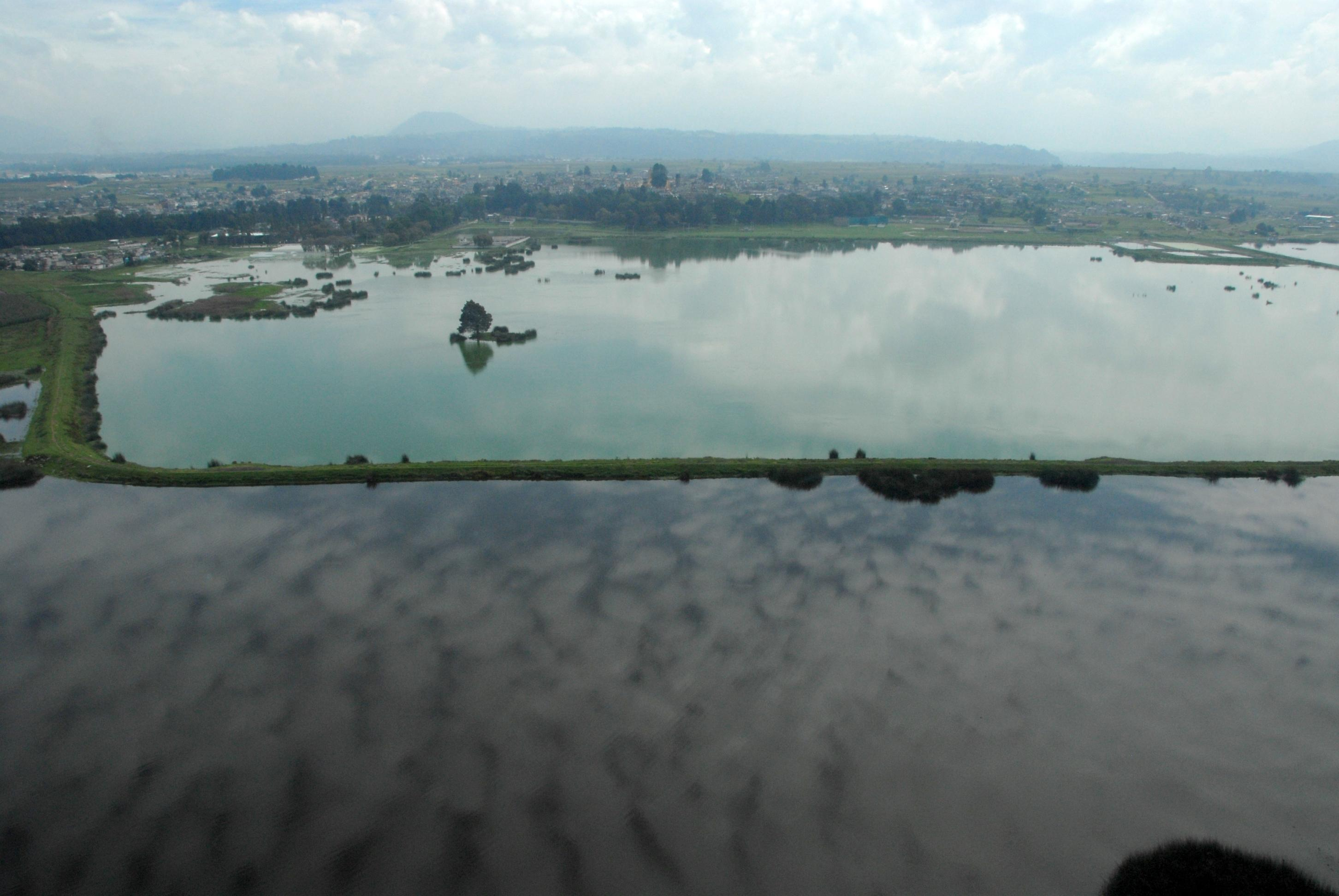
Orten Almoloya del Río med Laguna Chignahuapan i förgrunden.
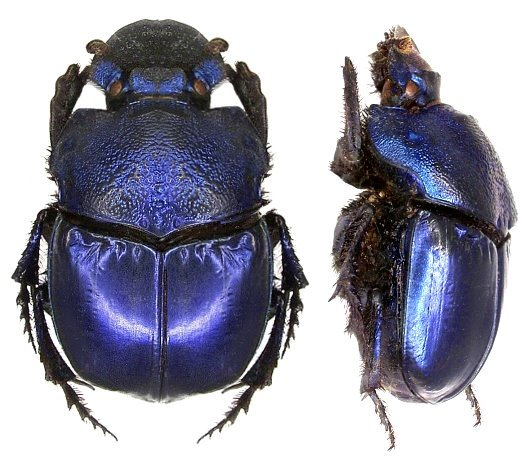
Phanaeus quadridens, hona.
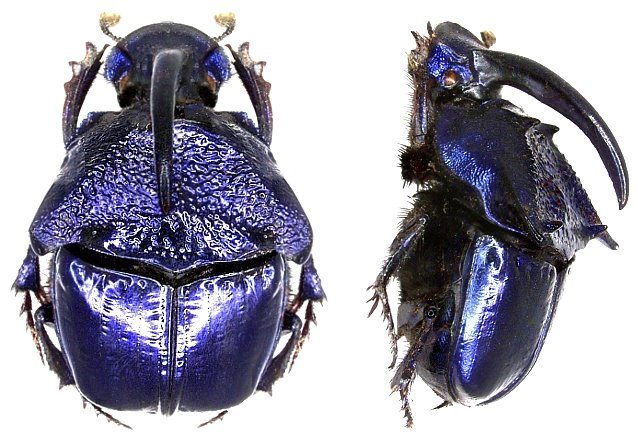
hanaeus quadridens, hane.